# Moenkhausia orteguasae
Moenkhausia orteguasae är en fiskart som beskrevs av Fowler, 1943. Moenkhausia orteguasae ingår i släktet Moenkhausia och familjen Characidae. Inga underarter finns listade i Catalogue of Life.